# Cruillas (Palermo)
Cruillas è la trentottesima unità di primo livello di Palermo.

## Descrizione
Il nome del quartiere è riferito a quello dei Cruillas, nobili originari della Catalogna, che si trasferì a Palermo nel XIII secolo al seguito del re Pietro III di Aragona.
Il quartiere si trova alle falde di Monte Cuccio vicino al quartiere di San Giovanni Apostolo e alla zona di Petrazzi e si trova nella VI circoscrizione. Cruillas è composto prevalentemente da edilizia popolare o da grossi complessi di bassa altezza che inglobano le abitazioni di borgata più basse. Queste sono caratterizzate principalmente da case a schiera.
Nel quartiere si trova un santuario, dedicato alla Madonna del Rosario di Pompei e costruito tra il 1892 ed il 1896 ed alcune ville, utilizzate dalla nobiltà palermitana per la villeggiatura "fuori porta" risalenti al XVIII secolo. Nell'adiacente Montagnola di Santa Rosalia sono state rinvenute delle incisioni attribuite al periodo punico.
Oltre al Santuario dedicato alla Madonna del Rosario di Pompei, sono presenti due Parrocchie: Mater Dei e quella dedicata a Santa Rosa da Lima. Quest'ultima accoglie un grandissimo numero di popolazione e devoti.
Le linee AMAT che collega il quartiere sono la 529 e la 675 che collegano anche con l'Ospedale Cervello.